# Szentpéterfalva (Hunyad megye)
Szentpéterfalva (románul: Sânpetru) falu Romániában, Hunyad megyében.

## Fekvése
Szacsallal egybeépült falu a Hátszegi-medence déli részén, Hátszegtől 11 kilométerre délnyugatra. Észak–dél irányban, a Szibiseli-patak mentén települt, déli részét már hegyek veszik körül, északi része a síkságon fekszik.

## Története
1411-ben a szentpéterfalvi kenéz „Hitemre” Dan volt. 1447-ben Zethpeterfalua, 1453-ban Zenthpéter, 1506-ban Péterfalwa alakban említették. 1443 és 1519 között a Kendefi, a Kenderesi, a helyi Oncsokfalvi, Szentpéteri és Törlis és a szacsali Dan családok birtokolták. 1559-ben az idevalósi Popa Miklós és Popa Péter nemesekről mint „Wolachus presbiter”-ekről emlékeztek meg. 1620-ban egy saját magára Ion Vlahként hivatkozó szentpéterfalvi fiatal pópa másolta a Nagy Sándor-regény román fordítását tartalmazó legkorábbi kéziratot.
1900-ban  545 lakosából 536 volt román és kilenc magyar anyanyelvű; 517 ortodox és 19 görögkatolikus vallású.
2002-ben 260, román nemzetiségű lakosából 145 volt ortodox, 71 baptista és 42 pünkösdista vallású.

## Látnivalók
- 15. századi, valószínűleg kenézi alapítású ortodox temploma. Homlokzatába egy feliratos római táblát építettek be. Szentélye a Hátszeg vidéki kőtemplomokra jellemző egyszerű, négyzetes záródású. Az apszis vakolata alatt 1523–24-ben készült freskóréteget találtak, belsejét azonban nagyrészt a pitești-i Simion pópa 18. század második felében készült festése borítja. Az új templom elkészülte óta vallási célra már nem használják.
- A Nopcsa Ferenc által híressé vált, a Szibiseli-patak keleti oldalán húzódó dinoszaurusz-lelőhely 1991 óta a világörökség javaslati listáján szerepel.[2] Nopcsa az innen származó törmelékben talált csontok hatására kezdett paleontológiával foglalkozni. A maastrichti korú formációból a következő kicsiny vagy törpe növésű dinoszauruszfajokat írták le: Struthiosaurus transsylvanicus, Telmatosaurus transsylvanicus, Zalmoxes robustus és shqiperorum, Magyarosaurus dacus, hungaricus és transsylvanicus, továbbá korai madarakat (Bradycneme dracullae, Elopteryx nopcsai, Heptasteornis andrewsi) és a nagy méretű Megalosaurus hungaricus-t.

## Képek

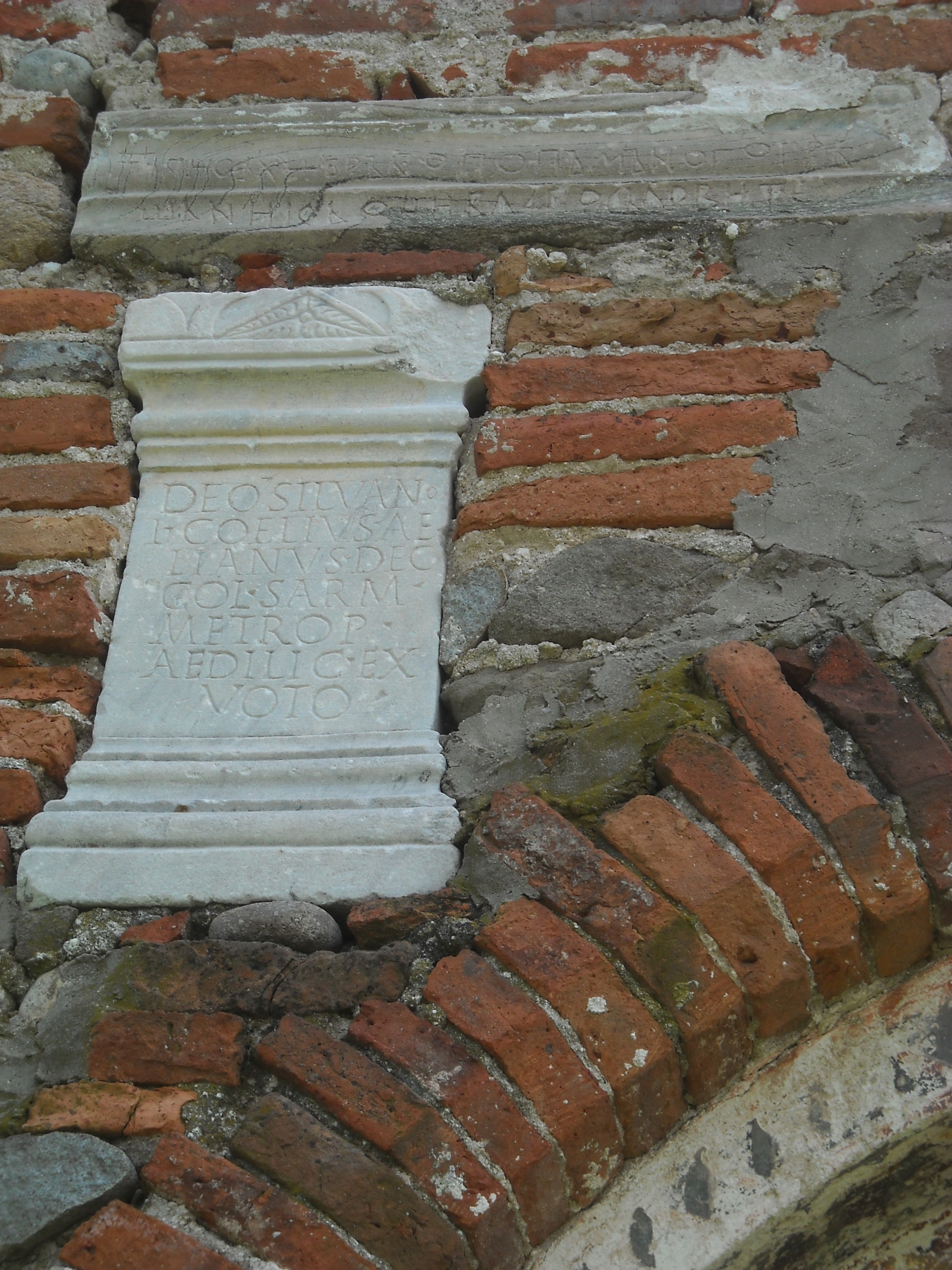
A templomba beépített római tábla
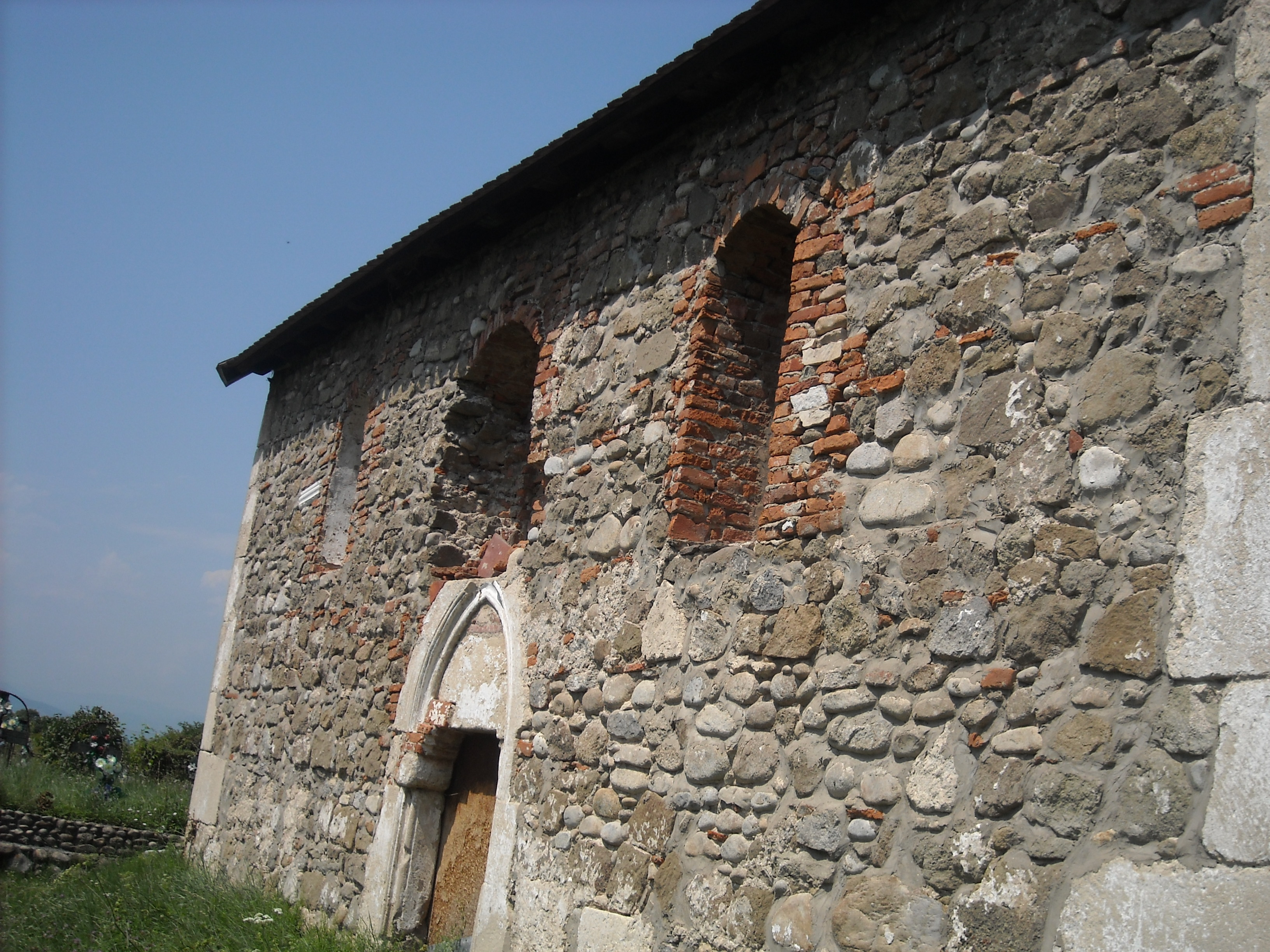
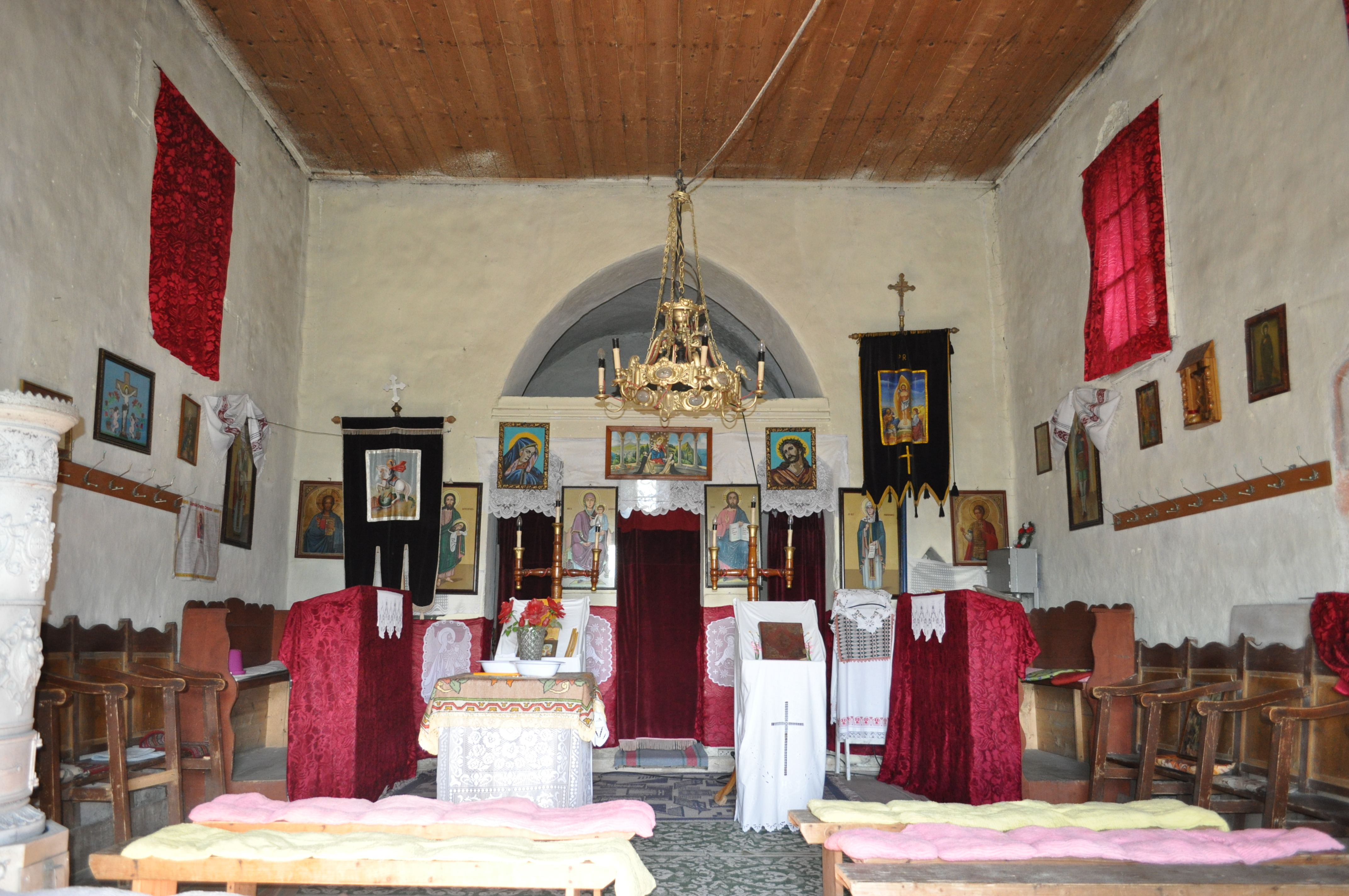
A templom belseje
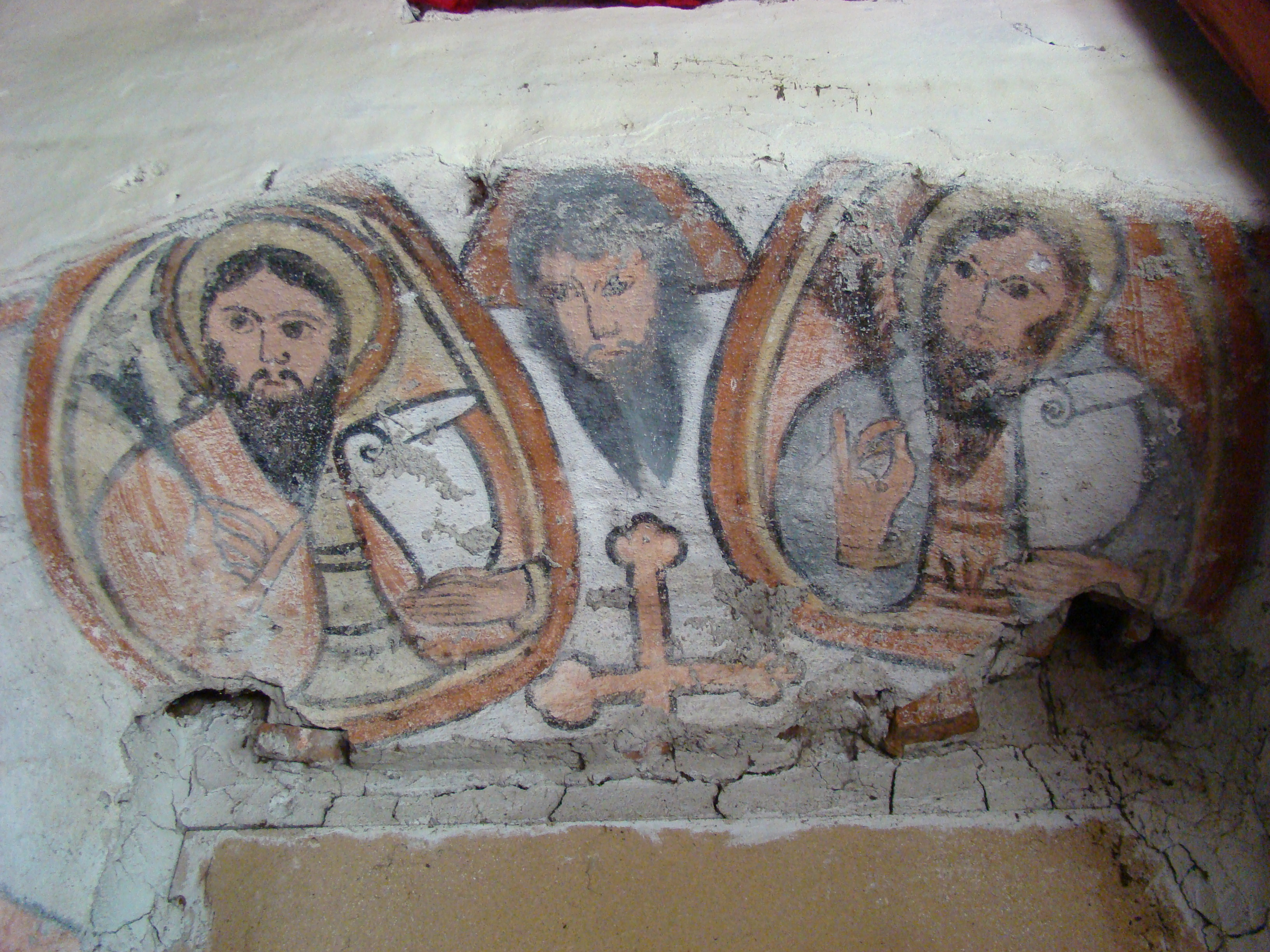
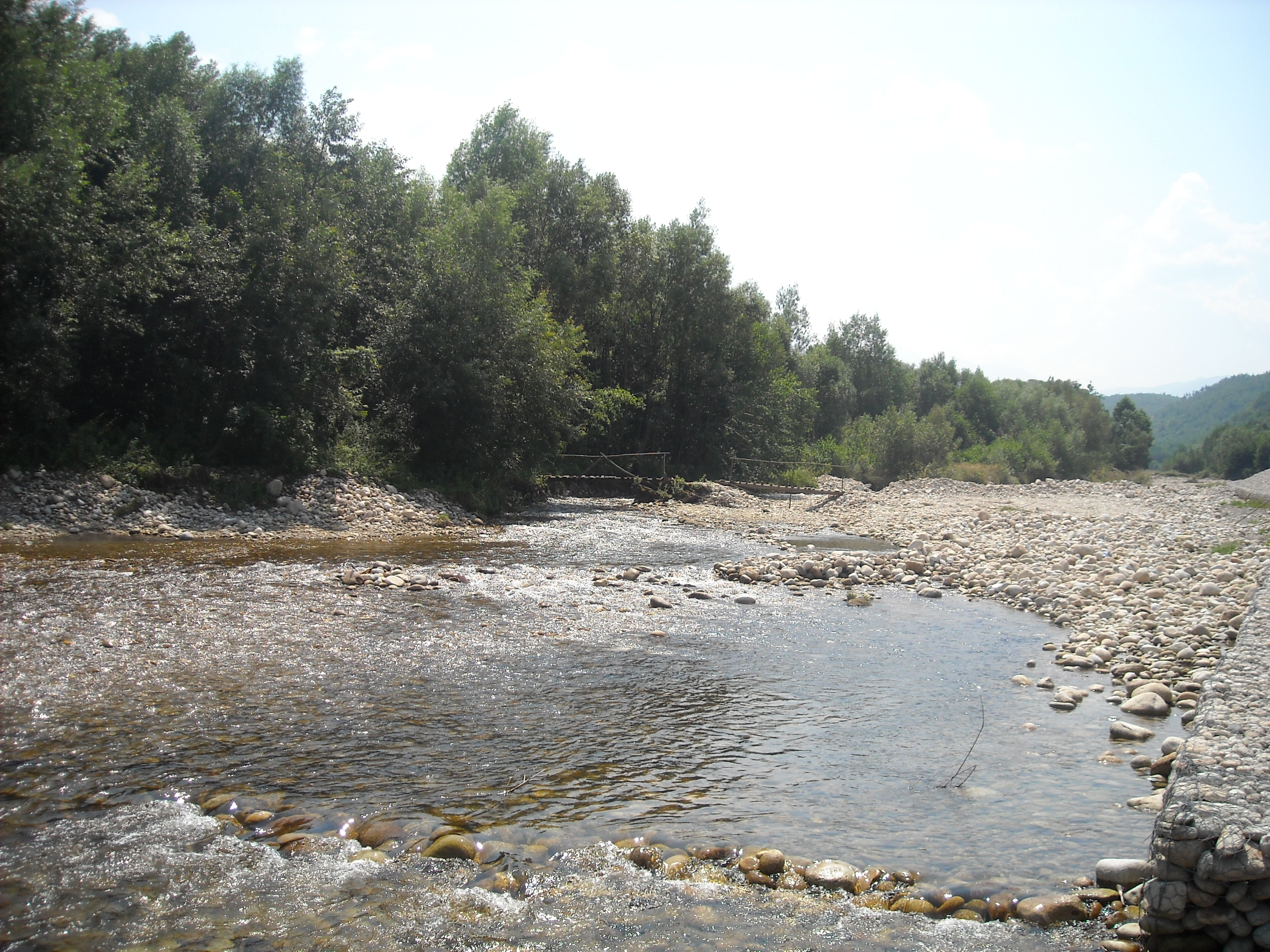
A Szibiseli-patak a dinoszaurusz-lelőhely alatt
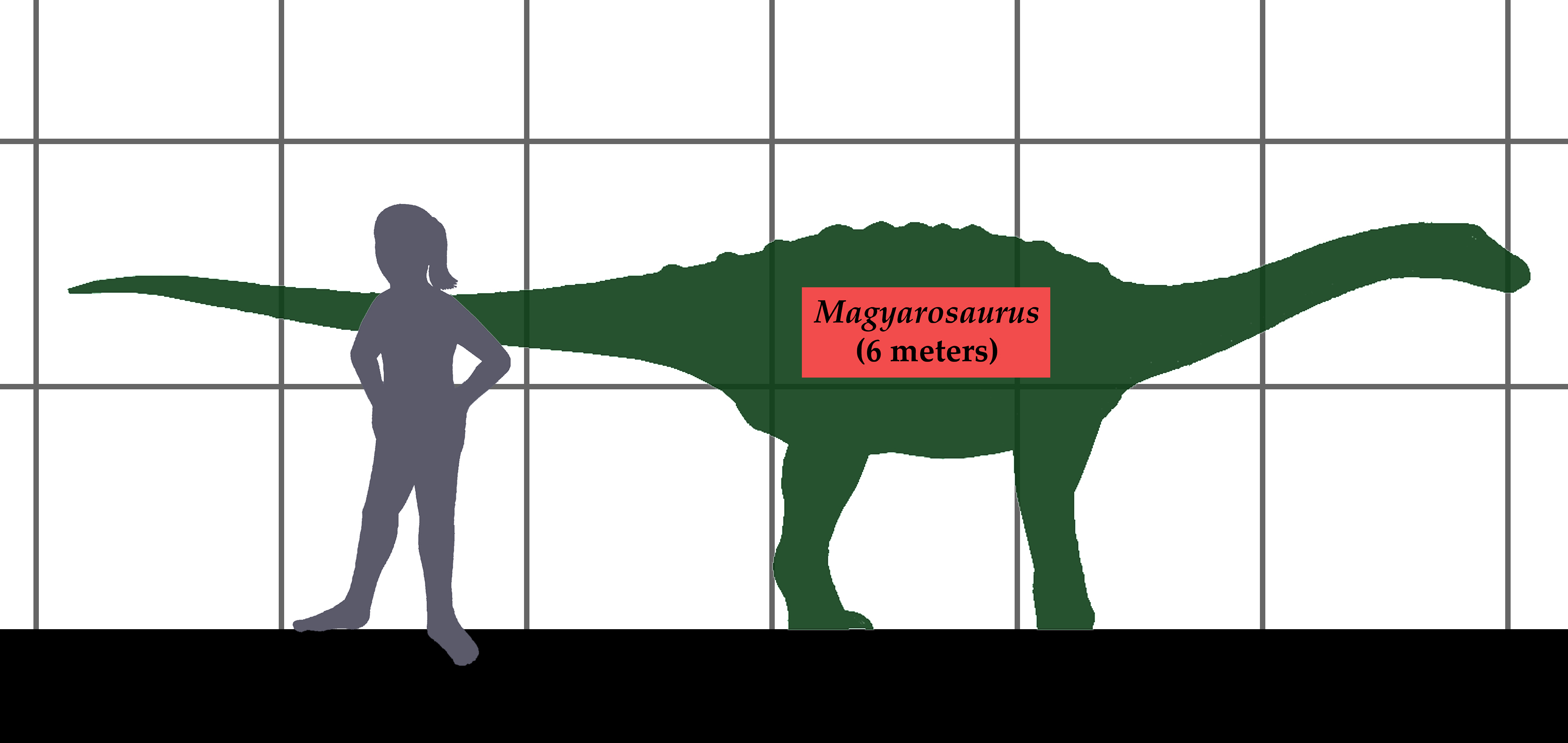
Magyarosaurus mérete az emberhez viszonyítva